# ハモンド家の秘密
『ハモンド家の秘密』（原題: Like Father Like Son）は、1987年のアメリカ映画。

## 概要
いわゆる親子入れ替わりコメディーの1つ。内容はジョディ・フォスター主演の『フリーキー・フライデー』の父子版とも言える。当時人気があった『愉快なシーバー家』に出演していたカーク・キャメロンのアイドル映画でもある。父親役はイギリス出身のコメディ俳優ダドリー・ムーア。
『ロード・オブ・ザ・リング』シリーズのショーン・アスティンがカークの友人役で出演している。

## キャスト
- ジャック・ハモンド - ダドリー・ムーア
- クリス・ハモンド - カーク・キャメロン
- トリガー - ショーン・アスティン
- ラリー・アームブルスター - パトリック・オニール
- ジニー・アームブルスター - マーガレット・コリン
- エイミー・ラーキン - キャサリン・ヒックス
- ロリ・ボーモント - カミーユ・クーパー
- リック・アンダーソン - マイカ・グラント
- アール - ビル・モリソン
- フィリス - マキシン・スチュアート

## スタッフ
- 監督：ロッド・ダニエル
- 製作：ブライアン・グレイザー、デヴィッド・ヴァルデス
- 脚本：スティーヴン・L・ブルーム
- 原作：ローン・キャメロン（脚本も参加）
- 撮影：ジャック・N・グリーン
- 音楽：マイルズ・グッドマン、シェリー・マン